# Kasper Hjulmand
Kasper Hjulmand (* 9. dubna 1972, Gandrup) je bývalý dánský fotbalista a v současnosti fotbalový trenér. Od roku 2020 je hlavním trenérem dánské fotbalové reprezentace. V roce 2021 ji přivedl k bronzovým medailím na mistrovství Evropy. V letech 2011–2014 a 2016–2019 trénoval FC Nordsjælland, který v sezóně 2011–12 přivedl k historickému a senzačnímu titulu mistra Dánska, prvnímu a prozatím poslednímu v dějinách klubu. Vedl též 1. FSV Mainz 05 (2014–2015) a Lyngby BK (2006–2008), který dotáhl do dánské nejvyšší soutěže. Je znám svým psychologickým přístup k trenéřině. Jako hráč nastupoval především jako obránce, hrál v klubech Randers Freja (1987–1991), Herlev IF (1992–1994) a Boldklubben af 1893 (1995–1998). Hráčskou kariéru musel ukončit předčasně ve 26 letech kvůli zranění kolena.